# U55 (Berlins tunnelbana)
Linje U55 var en kort tunnelbanelinje i Berlin som gick mellan Berlin Hauptbahnhof och Brandenburger Tor med endast 3 stationer. Den invigdes 8 augusti 2009 och lades ner 17 mars 2020, då man skulle förbereda ihopkopplandet av linje U55 med U5. Den 4 december 2020 ersattes U55 av linje U5 som varit under byggnation mellan Alexanderplatz och Brandenburger Tor 2009-2020. U55 skulle egentligen öppnats till fotbolls-VM 2006, men eftersom endast sträckan mellan Berlin Hauptbahnhof och Bundestag vid denna tid var klara, så avvaktade man med att öppna till station Brandenburger Tor var klar. Då U5 förlängdes byggdes U55:s sträcka på 3 stationer ihop med nya stationerna Unter den Linden, Museumsinsel och  Rotes Rathaus på U5.

## Bilder

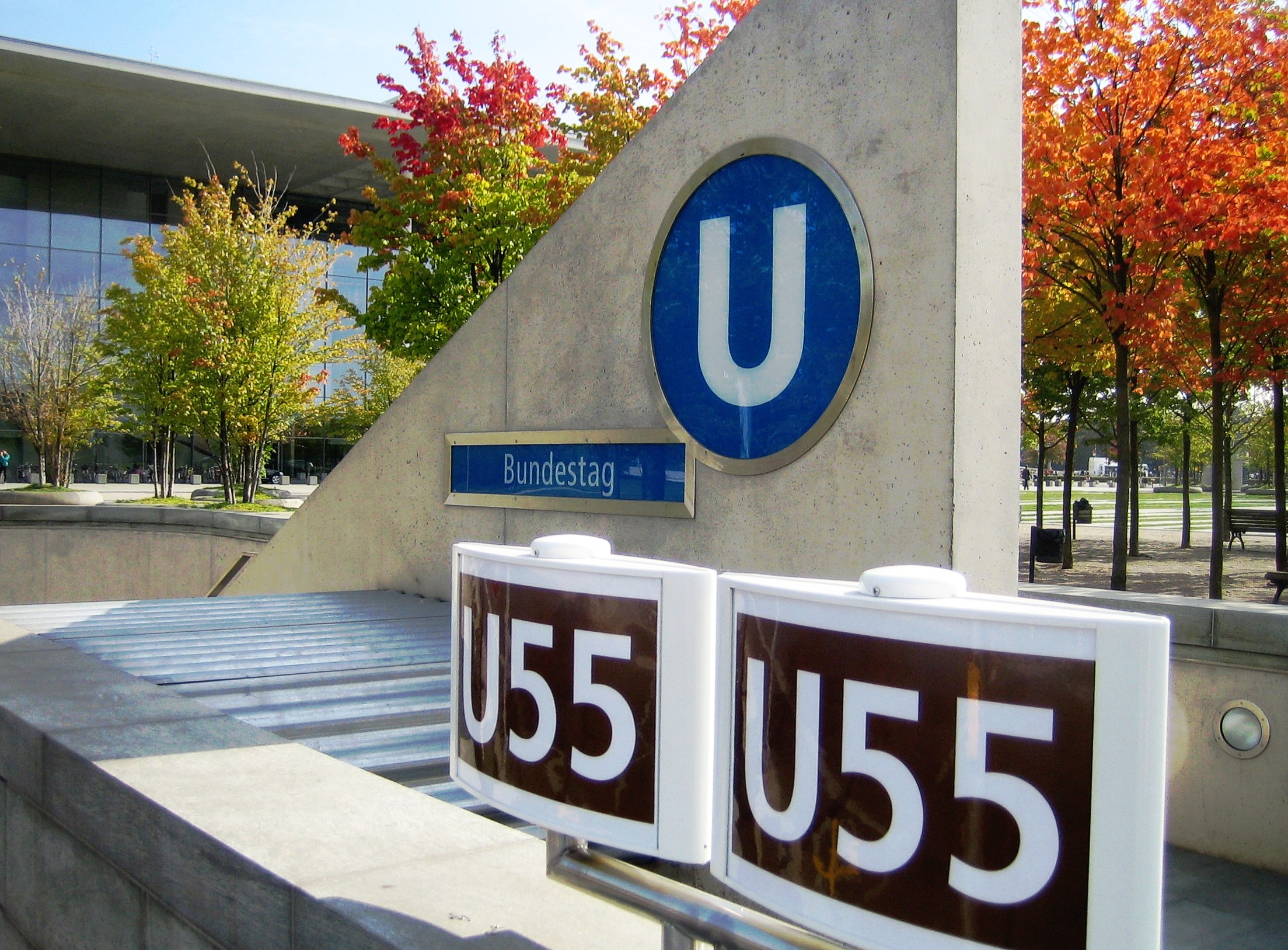
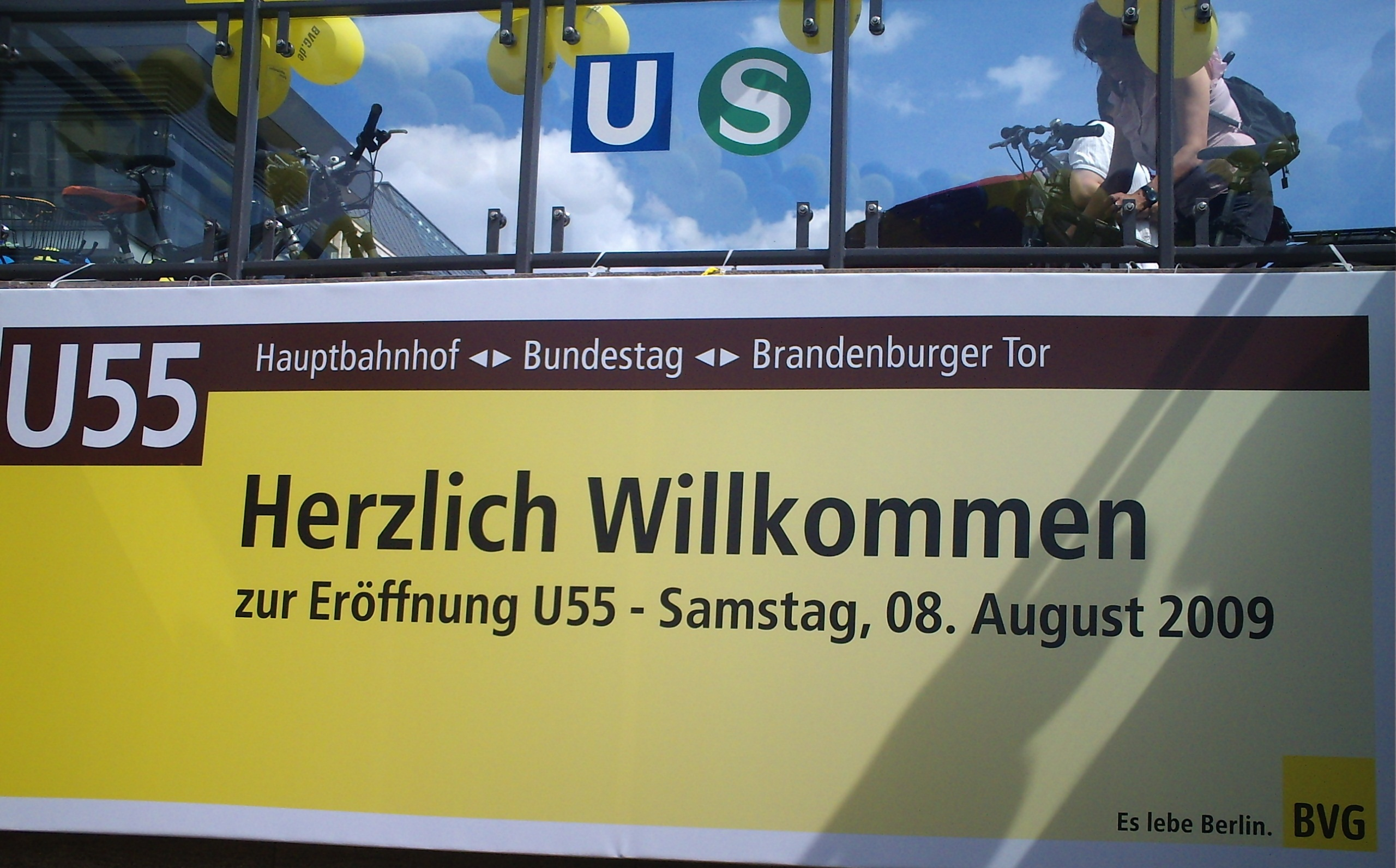
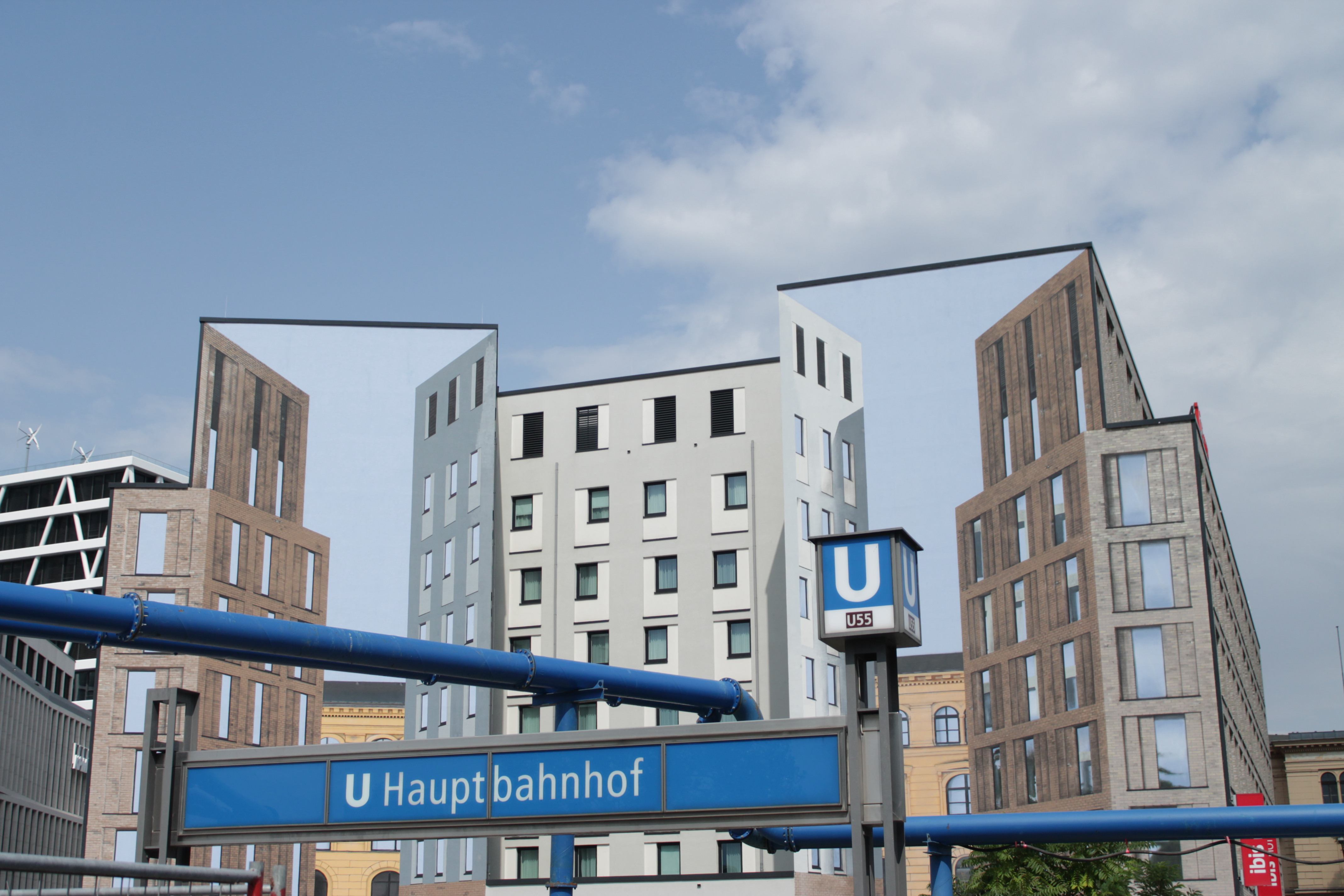